# まるち文庫
まるち文庫（まるちぶんこ）は、パラダイムが2010年代前半に発行していたライトノベルの文庫レーベルである。

## 概要
まるち文庫は、美少女ゲームを原作とする小説アンソロジーの専用レーベルとして2010年12月23日に創刊された。
コンセプトには「アンソロジーやオリジナル作品をお気軽スタイルでお届けする」を掲げており、同社発行の既存レーベル「ぷちぱら文庫」などとの差別化が図られている。挿絵付き小説アンソロジーの形式にて、それぞれの原作のIFストーリーを、一冊当たり3話から4話程度を収録している。題材となるのはいずれも成人向けの美少女ゲームであるが、ジュブナイルポルノであるぷちぱら文庫とは異なり、性描写はほとんどなくギャグ要素なども含まれているため、レーベルとしては全年齢向けとなっている。定価は2010年から2012年までの刊行物は690円、2013年の刊行物は730円。まるち文庫というロゴマークが印刷されている。
2013年12月13日に発売された第17弾『処女はお姉さまに恋してる 2人のエルダー みんなの居場所』を最後に新規発行を停止した。

## 作品一覧
- No. - まるち文庫におけるナンバリング。
- タイトル - 書籍の題名。原作ゲームの題名とは異なる場合がある（表記は基本的にまるち文庫に準拠）。
- 著者 - 小説の作者。原作ゲームのシナリオ担当者とは異なる場合がある。
- 挿画等 - 「挿絵」クレジットの順序は収録の各話とは合致しない場合がある（順序は基本的にまるち文庫に準拠）。
- 原作ブランド - 原作ゲームのブランド名、レーベル名、サークル名など（表記は基本的にまるち文庫に準拠）。
- 収録話 - 各収録話。半角括弧内の数字が、それぞれ第1話・第2話などに対応（挿絵クレジットの順序とは合致しない場合がある）。

### あ行
| No. | タイトル                                                          | 著者     | 挿画 | 原作ブランド  | 収録話 |
| --- | ----------------------------------------------------------------- | -------- | --- | ------------- | --- |
| 07  | 穢翼のユースティア 「Auld Lang Syne《過去編》」                   | 沖田和彦 | ぼんじりつ | オーガスト    | |
| 03  | 処女はお姉さまに恋してる 2人のエルダー 「雅楽乃のキモチ」         | 雑賀匡   | 表紙：Konomi 巻頭ピンナップ：羽月深弥 SDイラスト：佐倉りお 挿絵：Konomi、水上凜香、佐倉りお                         | キャラメルBOX | (1) ガールミーツ…BL? (2) 雅楽乃をスキーに連れてって (3) 雅楽乃のキモチ (4) シュールストレミング               |
| 04  | 処女はお姉さまに恋してる 2人のエルダー 「私の嫌いなお姉さま」     | 飯山満   | 表紙：牧だいきち 巻頭ピンナップ：みついまな SDイラスト：佐倉りお 挿絵：あらいぐま、水上凜香、卓太郎                 | キャラメルBOX | (1) 男装の麗人? (2) 姉妹逆転 (3) 私の嫌いなお姉さま                                                           |
| 05  | 処女はお姉さまに恋してる 2人のエルダー 「愛情は最高のスパイス!」  | 雑賀匡   | 表紙：師走ほりお 巻頭ピンナップ：すいひ SDイラスト：佐倉りお 挿絵：あらいぐま、佐倉りお、すいひ                     | キャラメルBOX | (1) 誰がためのランジェリー (2) 愛情は最高のスパイス! (3) 侍女は千早さまに恋してる                             |
| 06  | 処女はお姉さまに恋してる 2人のエルダー 「淡雪のコイゴコロ」       | 雑賀匡   | 表紙：Konomi 巻頭ピンナップ：師走ほりお 挿絵：佐倉りお、すいひ、師走ほりお、Konomi                                  | キャラメルBOX | (1) 同性愛は…いいことだ? (2) 淡雪のコイゴコロ (3) 罰ゲームとご褒美 (4) 彼が水着に着替えたら                   |
| 08  | 処女はお姉さまに恋してる 2人のエルダー 「薫るは甘き恋模様」       | RICOTTA  | 表紙：師走ほりお 巻頭ピンナップ：すいひ 挿絵：師走ほりお、すいひ、あらいぐま                                        | キャラメルBOX | (1) ごちそうさまが聞きたくて (2) クリスマス・シンフォニー (3) 恋はBitter&Sweet♪                               |
| 09  | 処女はお姉さまに恋してる 2人のエルダー 「卒業式前夜」             | 雑賀匡   | 表紙：さより 巻頭ピンナップ：佐倉りお 挿絵：師走ほりお、はる雪、佐倉りお、あらいぐま、さより                        | キャラメルBOX | (1) 来るべき未来 (2) レンタル千早 (3) 雅楽乃のギワク (4) 妹代理 (5) 永遠の花                                  |
| 010 | 処女はお姉さまに恋してる 2人のエルダー 「あなたのカオリ」         | 雑賀匡   | 表紙：桐野霞 巻頭ピンナップ：パセリ SDイラスト：佐倉りお 挿絵：梅城巴、あらいぐま、月うた                           | キャラメルBOX | (1) 恐怖の方程式 (2) あなたのカオリ (3) 家族の肖像                                                            |
| 013 | 処女はお姉さまに恋してる 2人のエルダー 「乙女な騎士に花束を」     | 皆川千尋 | 表紙：Konomi 巻頭ピンナップ：佐倉りお SDイラスト：佐倉りお 挿絵：多門結之、崎由けぇき、パセリ                       | キャラメルBOX | (1) 彼女がドレスに着替えたら (2) 秘密の願い事 (3) エルダーたちのホワイトデー                                  |
| 014 | 処女はお姉さまに恋してる 2人のエルダー 「星の定めしこと」         | 雑賀匡   | 表紙：かる 巻頭ピンナップ：崎由けぇき 挿絵：かる、崎由けぇき、あらいぐま、観音王子、佐倉りお                        | キャラメルBOX | (1) 星の定めしこと (2) 千早に相応しい女の子とは (3) ケイリの休日                                              |
| 015 | 処女はお姉さまに恋してる 2人のエルダー 「初音と優雨の未来予想図」 | 雑賀匡   | 表紙：Konomi 巻頭ピンナップ：佐倉りお SDイラスト：佐倉りお 挿絵：佐倉りお、観音王子、Konomi                         | キャラメルBOX | (1) 新しい世界〜初音編〜 (2)本当に好きなもの〜優雨編〜                                                        |
| 016 | 処女はお姉さまに恋してる 2人のエルダー 「雅楽乃のエルダー選挙」   | 雑賀匡   | 表紙：桐野霞 巻頭ピンナップ：観音王子 SDイラスト：佐倉りお 挿絵：吉北ぽぷり、あらいぐま、観音王子、佐倉りお、桐野霞 | キャラメルBOX | (1) お買い物はなんですか? (2) 千早お姉さまの部屋 (3) 男女逆転物語 (4) ふたりの距離 (5) 素敵なエルダーに花束を |
| 017 | 処女はお姉さまに恋してる 2人のエルダー 「みんなの居場所」         | 雑賀匡   | 表紙：ハレノチアメ 巻頭ピンナップ：玖条イチソ SDイラスト：佐倉りお 挿絵：佐倉りお、cccpo、はる雪、月うた            | キャラメルBOX | (1) みんなの居場所 (2) 神近香織理の失態 (3) プレゼントの行方                                                  |

### は行
| No. | タイトル                            | 著者     | 挿画                                                      | 原作ブランド                      | 収録話 |
| --- | ----------------------------------- | -------- | --------------------------------------------------------- | --------------------------------- | --- |
| 011 | 白衣性恋愛症候群 小説短編集 Summary | 円まどか | 表紙：成瀬ちさと 挿絵：藤原々々、椋本夏夜、笛、成瀬ちさと | 工画堂スタジオ しまりすさんちーむ | (1) 百合ヶ浜総合病院 内科病棟観察記 (2) 偶然と必然の積み重ね (3) おかしの緑 (4) 誰にも聞かせられないヒトリゴト |

### ら行
| No. | タイトル                                                               | 著者               | 挿画 | 原作ブランド | 収録話                                                                   |
| --- | ---------------------------------------------------------------------- | ------------------ | --- | ------------ | ------------------------------------------------------------------------ |
| 01  | リトルバスターズ!エクスタシー 小説アンソロジー 学園パーティー mission1 | 飯山満、真平良     | 表紙：きみしま青 巻頭ピンナップ：蜜桃まむ 挿絵：牧だいきち、水上凜香、佐倉りお 4コマ：eco＊ コミック：広瀬まどか | Key          | (1) 新しいサンタの考察とその結果 (2) Gunpowder Xmas! (3) New Year's Day  |
| 02  | リトルバスターズ!エクスタシー 小説アンソロジー 学園バトル mission2     | 飯山満、夜空野ねこ | 表紙：みついまな 巻頭ピンナップ：ZEN 挿絵：牧だいきち、水上凜香 4コマ：eco＊ コミック：広瀬まどか                | Key          | (1) 真人のアタマを良くする会 (2) ある日の少女達 (3) NYC襲来 (4) 雪の女王 |